# میلفورد (اوهایو)
میلفورد(به انگلیسی: Milford) شهری در ایالت اوهایو کشور ایالات متحده آمریکا است که جمعیت آن در سرشماری سال ۲۰۱۰ میلادی، ۶٬۷۰۹ نفر بوده‌است.

## نگارخانه

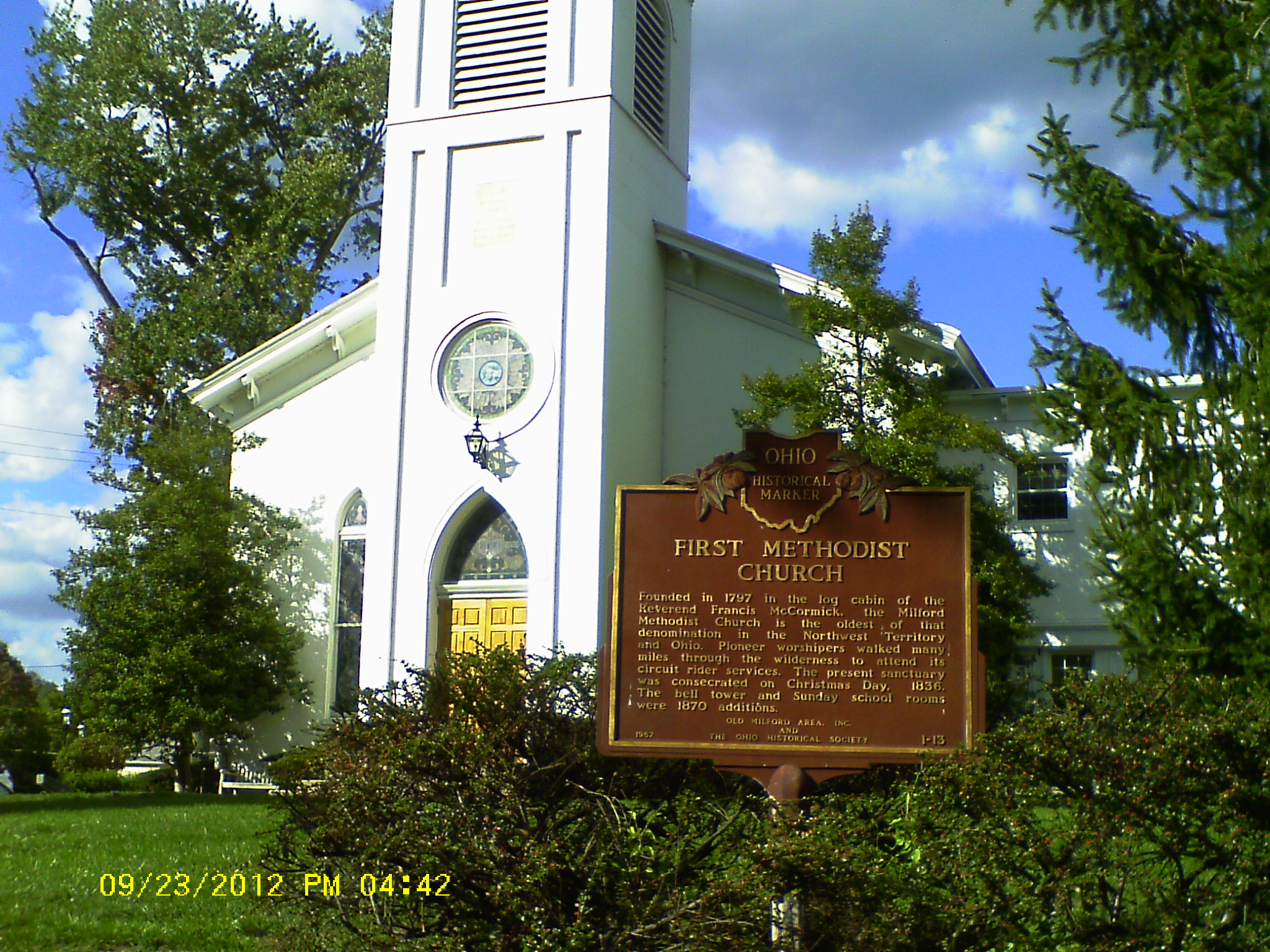